# Paolo Ficara
Paolo Ficara (Vicenza, 24 marzo 1981) è un politico italiano.

## Biografia
Nato a Vicenza, da sempre vive a Siracusa; ha conseguito la laurea in odontoiatria e protesi dentaria all'Università di Messina, di professione è odontoiatra.

### Elezione a deputato
Alle elezioni politiche del 2018 viene eletto alla Camera dei Deputati nel collegio uninominale di Siracusa, sostenuto dal Movimento 5 Stelle.